# Nikolaus-Kirche (Talghar)
Die Kirche des Heiligen Nikolaus (russisch Храм во имя святителя Николая) ist ein russisch-orthodoxes Kirchengebäude in der kasachischen Stadt Talghar. Die 1908 erbaute Kirche gehört zur Eparchie Astana und Almaty.

## Geschichte
Bereits 1861 wurde ein Priester in das Dorf berufen, die Kirchengemeinde wurde drei Jahre später gegründet. Ein erstes Kirchengebäude wurde 1866 errichtet. 1908 wurde anstelle der alten Kirche das heutige größere Bauwerk errichtet. Entworfen wurde es von Sergej Troparew unter Beteiligung des Militäringenieurs Jakow Poroschin. Der Entwurf ist stark angelehnt an die Nikolaus-Kathedrale im benachbarten Almaty.
Nach der Machtergreifung der Bolschewiki begann die zunehmende Verfolgung religiöser Aktivitäten und geistlicher Würdenträger. So wurden im Februar 1920 der Priester und der Diakon der Kirchengemeinde von den Bolschewiki festgenommen und ermordet. 1930 wurde die Kirche dann geschlossen und geplündert. Die Kreuze und Glocken wurden entfernt, ebenso wurden die Kuppeln auf dem Bauwerk abmontiert. Während des Zweiten Weltkriegs befanden sich die Web- und Nähwerkstätten im Keller. Später wurde die Kirche als Veranstaltungsort und schließlich als Kino genutzt. In den 1980er Jahren beschlossen die örtlichen Behörden, eine Sportschule mit einem Pool im Gebäude unterzubringen. Hierfür wurde mit Reparatur- und Instandsetzungsmaßnahmen begonnen, die Böden wurden entfernt, als aber der Putz von den Wänden abgenommen wurde, stellte man fest, dass das Gebäude aus Holz besteht. Daraufhin gab man die Pläne für eine Sportschule auf. Es stand mehrere Jahre lang leer und wurde baufällig.
1986 wandte sich eine Gruppe von Gemeindemitgliedern an das Exekutivkomitee der Stadt mit der Bitte, das Kirchengebäude zurückzugeben. Ende 1988 wurde es der russisch-orthodoxen Kirche zurückgegeben. Die folgenden Restaurierungsarbeiten dauerten bis 1995 an. Am 22. Mai 1995 wurde die Kirche erneut vom Erzbischof von Alma-Ata und Semipalatinsk geweiht.